# Olavo Magnusson da Noruega
Olavo Magnusson (1099 – 22 de dezembro de 1115) foi rei da Noruega de 1103 até sua morte. Era filho do rei Magno, o Descalço e Sigrid, filha de Saxe de Vik.
Tornou-se rei junto com seus meio-irmãos Sigurdo I, o Cruzado e Eystein Magnusson quando seu pai, o rei Magno, morreu em 1103. Foi rei da Noruega por doze anos, mas, ao contrário de seus irmãos, não deixou uma impressão duradoura na nação. Como ainda era muito jovem, seus irmãos mais velhos agiram como regentes por sua parte do reino. Em 1107, o rei Sigurdo lideraria uma cruzada norueguesa em apoio ao recém-estabelecido Reino de Jerusalém, retornando à Noruega em 1111. Durante esse período, o rei Eystein serviu como regente de seu irmão, usando sua energia e força de vontade para criar um país forte e estável.
Em 1115, Olavo adoeceu e morreu quando tinha apenas 17 anos. Foi sucedido por seus irmãos co-governantes. Sempre foi relatado como "Olavo IV" até 1957 (quando Olavo V tornou-se rei, que de outra forma teria sido VI), e contá-lo foi retirado da lista oficial norueguesa de monarcas.